# Mîhailivka, Troițke
Mîhailivka (în ucraineană Михайлівка) este un sat în comuna Tîmonove din raionul Troițke, regiunea Luhansk, Ucraina.

## Demografie
Componența lingvistică a localității Mîhailivka
     Ucraineană (88%)
     Rusă (12%)
Conform recensământului din 2001, majoritatea populației localității Mîhailivka era vorbitoare de ucraineană (88%), existând în minoritate și vorbitori de rusă (12%).